# Crono delle Nazioni 2008
La Crono delle Nazioni 2008, ventisettesima edizione della corsa e valida come evento dell'UCI Europe Tour 2009 categoria 1.1, si svolse il 19 ottobre 2008 su un percorso di 48,5 km. Fu vinta dall'olandese Stef Clement che giunse al traguardo con il tempo di 1h00'58", alla media di 47,731 km/h.

## Classifica (Top 10)
| Pos. | Corridore           | Squadra       | Tempo    |
| ---- | ------------------- | ------------- | -------- |
| 1    | Stef Clement        | Bouygues Tél. | 1h00'58" |
| 2    | Manuel Quinziato    | Liquigas      | a 2"     |
| 3    | Raivis Belohvoščiks | Scott         | a 3"     |
| 4    | Marco Pinotti       | Columbia      | a 4"     |
| 5    | Rubens Bertogliati  | Scott         | a 50"    |
| 6    | Gregor Gazvoda      | Perutnina     | a 58"    |
| 7    | Eugen Wacker        | Kirghizistan  | a 59"    |
| 8    | Vladimir Gusev      | Russia        | a 1'30"  |
| 9    | Andrij Hrivko       | Milram        | a 1'41"  |
| 10   | Florian Morizot     | Auber 93      | a 2'04"  |